# 예천군의 국회의원

## 예천군의 역대 국회의원 일람
| 대수         | 이름           | 소속정당   | 임기                               | 선거구역                       |
| ------------ | -------------- | ---------- | ---------------------------------- | ------------------------------ |
| 제1대        | 박상영(朴湘永) | 한국민주당 | 1948년 5월 31일 - 1950년 5월 30일  | 예천군 일원(제30선거구)        |
| 제2대        | 이호근(李浩根) | 대한청년단 | 1950년 5월 31일 - 1954년 5월 30일  | 예천군 일원(제31선거구)        |
| 제3대        | 현석호(玄錫虎) | 자유당     | 1954년 5월 31일 - 1958년 5월 30일  | 예천군 일원(제31선거구)        |
| 제4대        | 정재원(鄭載元) | 자유당     | 1958년 5월 31일 - 1960년 7월 28일  | 예천군 일원(제35선거구)        |
| 제5대 민의원 | 현석호(玄錫虎) | 민주당     | 1960년 7월 29일 - 1961년 5월 16일  | 예천군 일원(제35선거구)        |
| 제6대        | 정진동(鄭鎭東) | 민주공화당 | 1963년 12월 17일 - 1967년 6월 30일 | 예천군 일원(제19선거구)        |
| 제7대        | 정진동(鄭鎭東) | 민주공화당 | 1967년 7월 1일 - 1971년 6월 30일   | 예천군 일원(제19선거구)        |
| 제8대        | 조재봉(趙在鳳) | 국민당     | 1971년 7월 1일 - 1972년 10월 17일  | 예천군 일원(제22선거구)        |
| 제9대        | 채문식(蔡汶植) | 신민당     | 1973년 3월 12일 - 1979년 3월 11일  | 문경군·예천군 일원(제11선거구) |
| 제9대        | 황재홍(黃在洪) | 민주공화당 | 1973년 3월 12일 - 1979년 3월 11일  | 문경군·예천군 일원(제11선거구) |
| 제10대       | 채문식(蔡汶植) | 신민당     | 1979년 3월 12일 - 1980년 10월 27일 | 문경군·예천군 일원(제11선거구) |
| 제10대       | 구범모(具範謨) | 민주공화당 | 1979년 3월 12일 - 1980년 10월 27일 | 문경군·예천군 일원(제11선거구) |
| 제11대       | 채문식(蔡汶植) | 민주정의당 | 1981년 4월 11일 - 1985년 4월 10일  | 문경군·예천군 일원(제13선거구) |
| 제11대       | 김기수(金基洙) | 한국국민당 | 1981년 4월 11일 - 1985년 4월 10일  | 문경군·예천군 일원(제13선거구) |
| 제12대       | 채문식(蔡汶植) | 민주정의당 | 1985년 4월 11일 - 1988년 5월 29일  | 문경군·예천군 일원(제10선거구) |
| 제12대       | 반형식(潘亨植) | 신한민주당 | 1985년 4월 11일 - 1988년 5월 29일  | 문경군·예천군 일원(제10선거구) |
| 제13대       | 유학성(兪學聖) | 민주정의당 | 1988년 5월 30일 - 1992년 5월 29일  | 예천군 일원                    |
| 제14대       | 유학성(兪學聖) | 민주자유당 | 1992년 5월 30일 - 1993년 3월 31일  | 예천군 일원                    |
| 제14대       | 반형식(潘亨植) | 민주자유당 | 1993년 6월 12일 - 1996년 5월 29일  | 예천군 일원                    |
| 제15대       | 황병태(黃秉泰) | 신한국당   | 1996년 5월 30일 - 1997년 12월 26일 | 문경시·예천군 일원             |
| 제15대       | 신영국(申榮國) | 한나라당   | 1998년 4월 3일 - 2000년 5월 29일   | 문경시·예천군 일원             |
| 제16대       | 신영국(申榮國) | 한나라당   | 2000년 5월 30일 - 2004년 5월 29일  | 문경시·예천군 일원             |
| 제17대       | 신국환(辛國煥) | 무소속     | 2004년 5월 30일 - 2008년 5월 29일  | 문경시·예천군 일원             |
| 제18대       | 이한성(李翰成) | 한나라당   | 2008년 5월 30일 - 2012년 5월 29일  | 문경시·예천군 일원             |
| 제19대       | 이한성(李翰成) | 새누리당   | 2012년 5월 30일 - 2016년 5월 29일  | 문경시·예천군 일원             |
| 제20대       | 최교일(崔敎一) | 새누리당   | 2016년 5월 30일 - 2020년 5월 29일  | 영주시·문경시·예천군 일원      |
| 제21대       | 김형동(金亨東) | 미래통합당 | 2020년 5월 30일 ~ 2024년 5월 29일  | 안동시·예천군 일원             |
| 제22대       | 김형동(金亨東) | 국민의힘   | 2024년 5월 30일 ~                  | 안동시·예천군 일원             |

## 같이 보기
- 문경시의 국회의원
- 영주시의 국회의원
- 안동시의 국회의원
- 문경시·예천군
- 영주시·문경시·예천군
- 안동시·예천군